# Meydan Racecourse
Meydan Racecourse är en hästkapplöpningsbana i Meydan City, Dubai i Förenade Arabemiraten som öppnades den 27 mars 2010. Huvudläktaren är över 1,5 kilometer lång, och kan rymma 60 000 åskådare.

## Historia
Meydan Racecourse öppnade den 27 mars 2010, och ersatte då Nad Al Sheba Racecourse, som tidigare legat på samma plats. På samma plats finns även ett museum dedikerat till hästkapplöpning, galleri, ett femstjärnigt hotell samt en niohåls golfbana. Då banan inte används för hästkapplöpning används den som konferenscenter. Banans interiör har även använts som inspelningsplats till filmen Star Trek Beyond.
Den 10 september 2014 uppträdde Lady Gaga på arenan, under sin världsturné ArtRave: The Artpop Ball. På arenan har även Elton John, Santana, Kylie Minogue, Janet Jackson och Sia uppträtt.

### Baninfo
Dirttrackbanan har en banlängd på 1 750 meter, och banans huvudläktare har sittplatser för 60 000 besökare. Tävlingar hålls mellan november och mars, då banans tre meet, Winter Racing Challenge, Dubai International Racing Carnival och Dubai World Cup Night hålls. Dubai World Cup är banans största löp, och är ett av de mest penningstinna i världen.

## Galleri

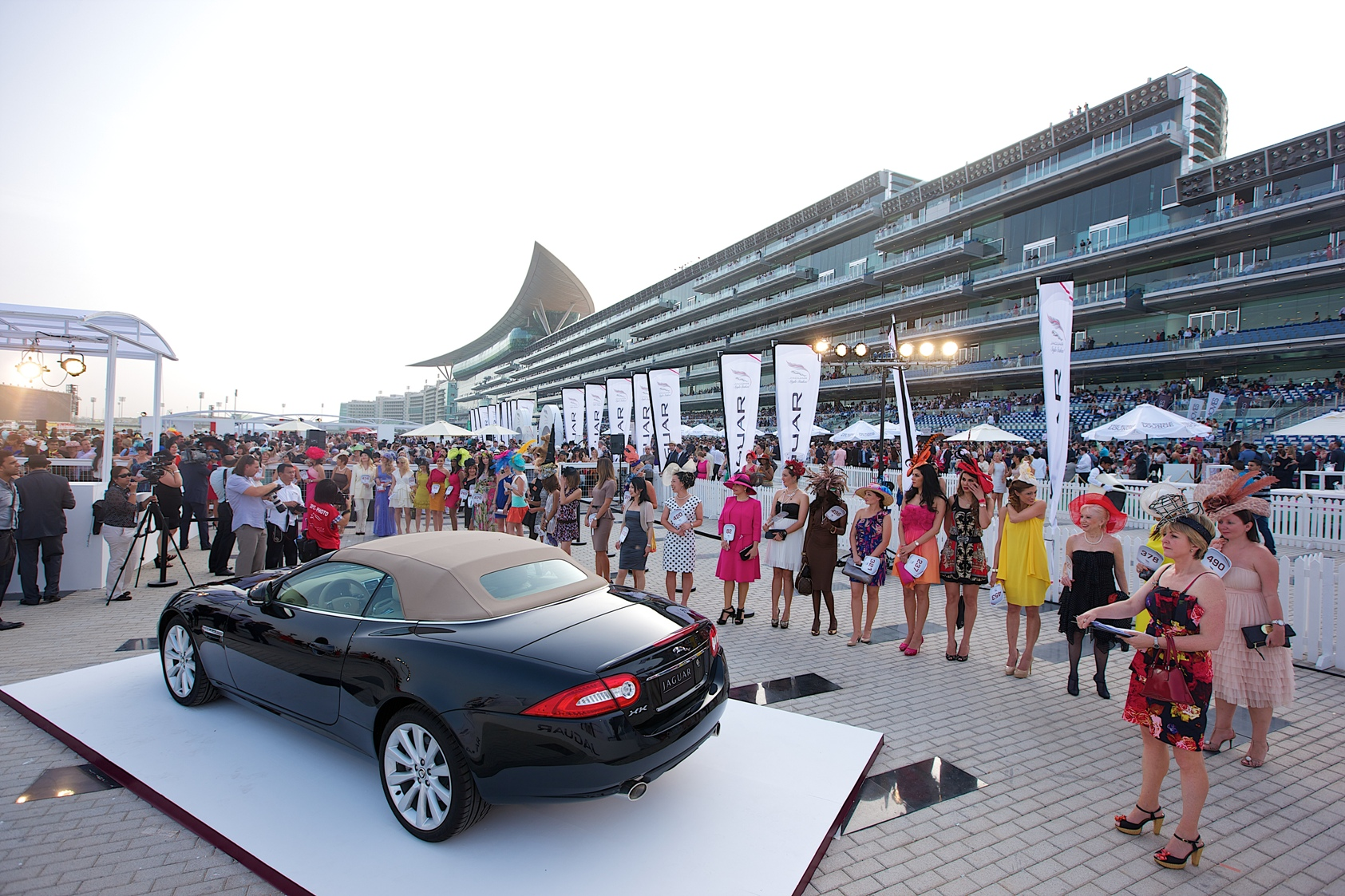
Huvudläktaren på Meydan Racecourse
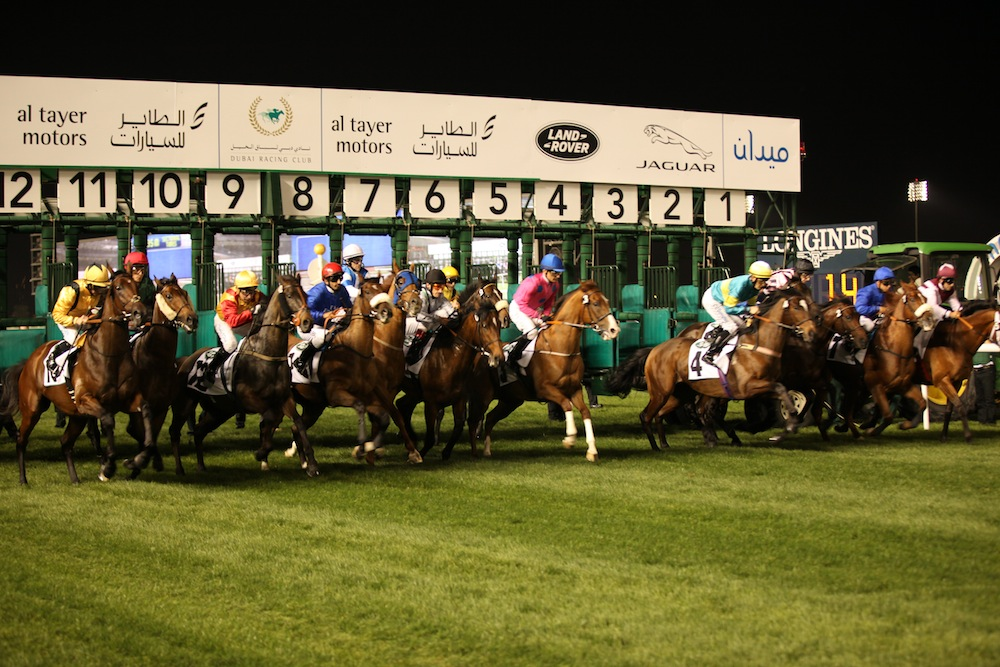
Ett löp rids på banan
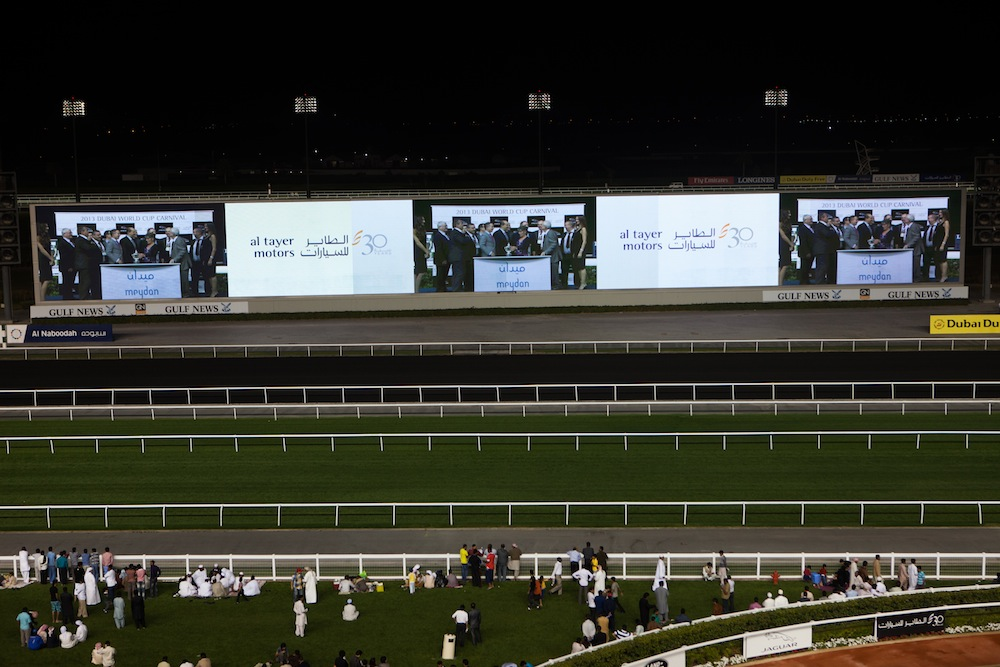
Meydan har världens längsta TV-skärm
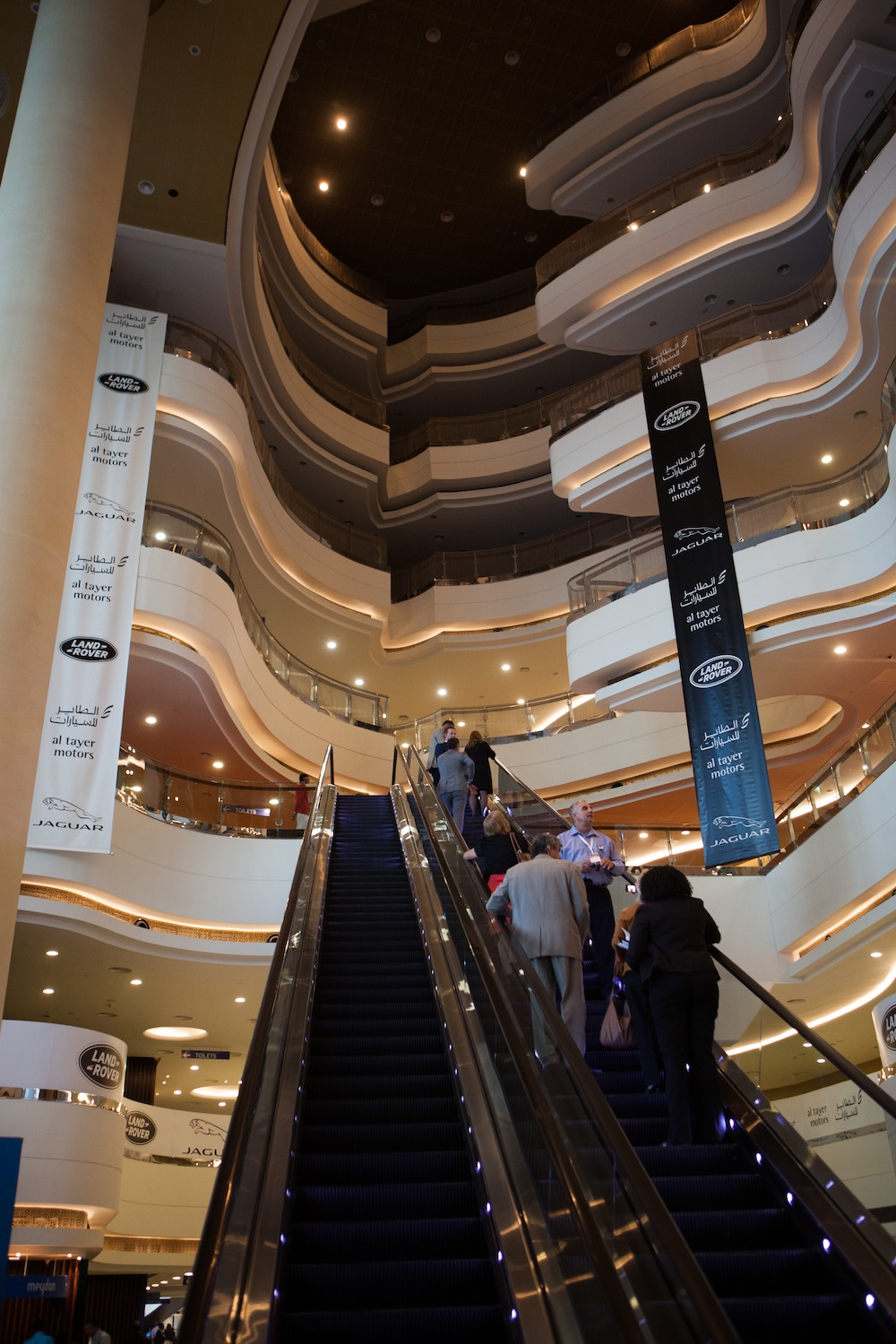
Huvudläktarens interiör